# Nomarh
Nomarh  (egipčansko heri-tep a'a, starogrško νομάρχης, latinizirano: nomarhēs) je bil staroegipčanski državni uradnik, zadolžen za nemoteno delovanje ene od 42 egipčanskih  provinc (nom, egipčansko sepat, νομός, nomós).

## Zgodovina
Egipt je bil na nome razdeljen že pod faraonom Džoserjem iz Tretje dinastije (vladal okoli leta 2670 pr. n. št.), zelo verjetno pa že v preddinastičnih kraljestvih v dolini Nila. Najstarejši seznam nomov Gornjega in Spodnjega Egipta je datiran v obdobje faraona Njuserreja iz Pete dinastije. Od takrat dalje so nomarhi prebivali v svojih nomih  in ne v vladni palači.
Med vladanjem Njuserrejevega drugega naslednika Džedkareja, ki je učinkovito decentraliziral egipčansko državno upravo, se je moč nomarhov povečala. Ker so njihovi položaji postali dedni, je nastal nekakšen fevdalni sistem, v katerem so nomarhi začeči odrekati poslušnost svojemu faraonu. Manj kot dvesto let po Džedkareju so nomarhi postali vsemogočni  vladarji svojih provinc. Na začetku prvega vmesnega obdobja Egipta je bila oblast faraonov tako majhna, da so se morali zanjo zahvaljevati najmočnejšim nomarhom. Položaj faraona je bil omejen samo na naslov in izkazovanje vladarske časti.
V Enajsti dinastiji, ki so jo ustanovili nomarhi Tebanskega noma, se je  položaj faraonov okrepil, nomarhi pa so kljub temu ohranili velik del svoje moči. V Dvanajsti dinastiji se je moč nomarhov zelo zmanjšala. Moč faraonov je dosegla višek v Srednjem kraljestvu.
Naziv nomarh se je uporabljal do rimskega obdobja Egipta. 

## Sodobna raba
V sodobni Grčiji se naziv nomarh še vedno uporablja za načelnike prefektur - nomov (grško mn. starogrško νομοί, nomoi). Regija v njihovi pristojnosti se imenuje starogrško νομαρχία (nomarhía).